# 현대에버다임
주식회사 현대에버다임은 대한민국의 건설 및 특수 장비 제조 기업이다.

## 역사
현대에버다임은 1994년 한우건설기계라는 법인으로 설립되었으며, 2000년에 한우티엔씨로 상호를 변경 후 2003년에 코스닥 시장에 상장하였다.
2007년 3월 ㈜에버다임으로 상호를 변경하였으며 2015년 현대백화점그룹으로 편입된 이후, 2021년 3월 현재의 상호로 변경하였다.